# .bq
bq. هو امتداد خاص بالعناوين الإلكترونية (نطاق) domain للمواقع التي تنتمي إلى الجزر الكاريبية الهولندية وهي بونير وسينت أوستاتيوس وسابا. هذه الجزر تركت الامتداد السابق .an بعد حل جزر الأنتيل الهولندية.